# ويكيبيديا البندقية
ويكيبيديا البندقية (البندقية:Wikipedia vèneta) هي النسخة البندقية من موسوعة ويكيبيديا.

## الإحصائيات
| عدد المستخدمين المسجلين | عدد المستخدمين النشيطين | عدد المقالات | صفحات المحتوى | عدد التعديلات | عدد الملفات المرفوعة | عدد الإداريين |
| ----------------------- | ----------------------- | ------------ | ------------- | ------------- | -------------------- | ------------- |
| 38٬237                  | 42                      | 69٬388       | 143٬018       | 1٬178٬319     | 724                  | 4             |